# Opistognathus albicaudatus
Opistognathus albicaudatus is een straalvinnige vissensoort uit de familie van de kaakvissen (Opistognathidae). De wetenschappelijke naam van de soort is voor het eerst geldig gepubliceerd in 2011 door Smith-Vaniz.